# Clementine Deymann
Clementine Deymann (* 24. Juni 1844 in Stavern; † 4. Dezember 1896 in Phoenix, Arizona) war  ein Franziskaner, Priester und Gefängnisseelsorger.

## Leben
Johann Heinrich Deymann wurde als Sohn der Eheleute Gerd Deymann und Anna Düing geboren. Er wanderte 1863 nach Amerika aus, studierte in Teutopolis, Illinois und erhielt am 8. Dezember 1867 dort die Tracht des Heiligen Franziskus und den Ordensnamen Clementine. Sein Studium schloss er ab und wurde am 19. Mai 1872 in St. Louis, Missouri, zum Priester geweiht. 
Pater Clementine war bis Juli 1879 Professor am College von Teutopolis, bevor er nach Joliet, Illinois versetzt wurde, um dort als Gefängnisseelsorger zu wirken. In Joliet war er zudem geistlicher Begleiter der Schulschwestern des Heiligen Franziskus. 
Im August 1880 wurde er zum Pfarrer der deutschen Gemeinde Joliet ernannt und im Juli 1882 erhielt er eine ähnliche Stelle in Chillicothe, Missouri. Am 22. Juli 1896 wurde er zum ersten Kommissar des neu errichteten Franziskanerkommissariats der Pazifikküste ernannt, starb jedoch kurz nach Amtsantritt.

## Werke
Clementine übersetzte einige religiöse Werke, unter anderem:
- The Seraphic Octave, oder Retreat (1883)
- Life of St. Francisco Solano
- Life of Blessed Crescentia Hoess
- May Devotions (1884)

Eigene Werke: 
- Manual for the Sisters of the Third Order (1884)
- St. Francis Manual (1884)